# Huntleya grandiflora
Huntleya grandiflora là một loài thực vật có hoa trong họ Lan. Loài này được Lam. mô tả khoa học đầu tiên năm 1869.